# Musée historique de Mulhouse
Pour les articles homonymes, voir Musée historique et Mulhouse (homonymie).
Le musée historique de Mulhouse est un musée municipal alsacien d'histoire et d'archéologie de Mulhouse, dans le Haut-Rhin, en Alsace. Labellisé Musée de France, il est créé en 1864 et est hébergé depuis 1969, dans l'ancien Hôtel de ville de style Renaissance rhénane du XVIe siècle, de la Place de la Réunion du centre historique,.

## Histoire

### Origines du musée
Le musée historique de Mulhouse trouve ses origines en 1858. En effet, Auguste Stoeber, professeur au collège de Mulhouse et bibliothécaire-adjoint à la bibliothèque municipale et Georges Stoffel, percepteur à Habsheim, déposent les ossements, les armes et les ornements issus des fouilles du tumulus gallo-romain du Hunerhübel (dans la forêt communale de Rixheim, Zurenwald), au second étage de l'hôtel de la Société industrielle de Mulhouse, dans la salle de la bibliothèque municipale. De 1859 à 1863, de nouveaux objets rejoignent la collection sous forme de dons. En 1864, la bibliothèque et le musée sont transférées au premier étage de l'école de dessin,. Les collections comprennent des gravures, des verres, des poids et des monnaies.

### Création
Le 30 mars 1864, Frédéric Engel-Dollfus propose à la Société industrielle de Mulhouse (SIM) d'effectuer un recensement des objets existants sur l'histoire de la ville et de les reproduire avec l'idée d'exposer un certain nombre d'objets à la bibliothèque,.
Le 20 septembre 1872, le conseil municipal transmet par délégation formelle l'administration du musée historique à la Société industrielle. La ville conserve le droit de nomination des conservateurs sur la demande de la SIM. La ville nomme le bibliothécaire Auguste Stoeber, conservateur et l'archiviste Joseph Coudre, conservateur-adjoint,. La SIM nomme de son côté Frédéric Engel-Dollfus, administrateur provisoire,. Ce dernier propose le 30 décembre 1873, la constitution "d'une société pour le développement du Musée Historique du Vieux Mulhouse" avec un comité à la tête de cette société qui administre le musée avec les conservateurs et l'accord de la Société industrielle. La société est créée en 1874.

### Transfert dans la rue des Bonnes-Gens puis dans la villa Steinbach
Le musée historique et le musée des Beaux-Arts font face à un manque de place. Le 26 mai 1880, un rapport est présenté à la Société industrielle pour la construction d'un nouveau musée, rue des Bonnes-Gens.
En 1882, les collections sont transférées dans le nouveau musée situé dans la rue des Bonnes-Gens, puis au 4 place Guillaume Tell, dans la maison Steinbach en 1937,.
En 1947, des discussions s'engagent entre la ville et la SIM à propos de la future gestion du musée. La gestion du musée est municipalisée en 1951.

### Transfert à l'Hôtel de ville
Face au manque de place, le maire de Mulhouse, Émile Muller propose le 8 mars 1958 au directeur des musées de France, en visite à Mulhouse, d'installer le musée dans l'ancien hôtel de ville à la suite du départ du personnel de la mairie dans la rue Pierre Curie.
Le musée historique est transféré en 1969 dans l'ancien Hôtel de ville de Mulhouse, où ont encore lieu quelques cérémonies (mariages et conseil municipal) dans son ancienne « Salle du Conseil » du premier étage.

Ancienne Salle du Conseil de l'Hôtel de ville
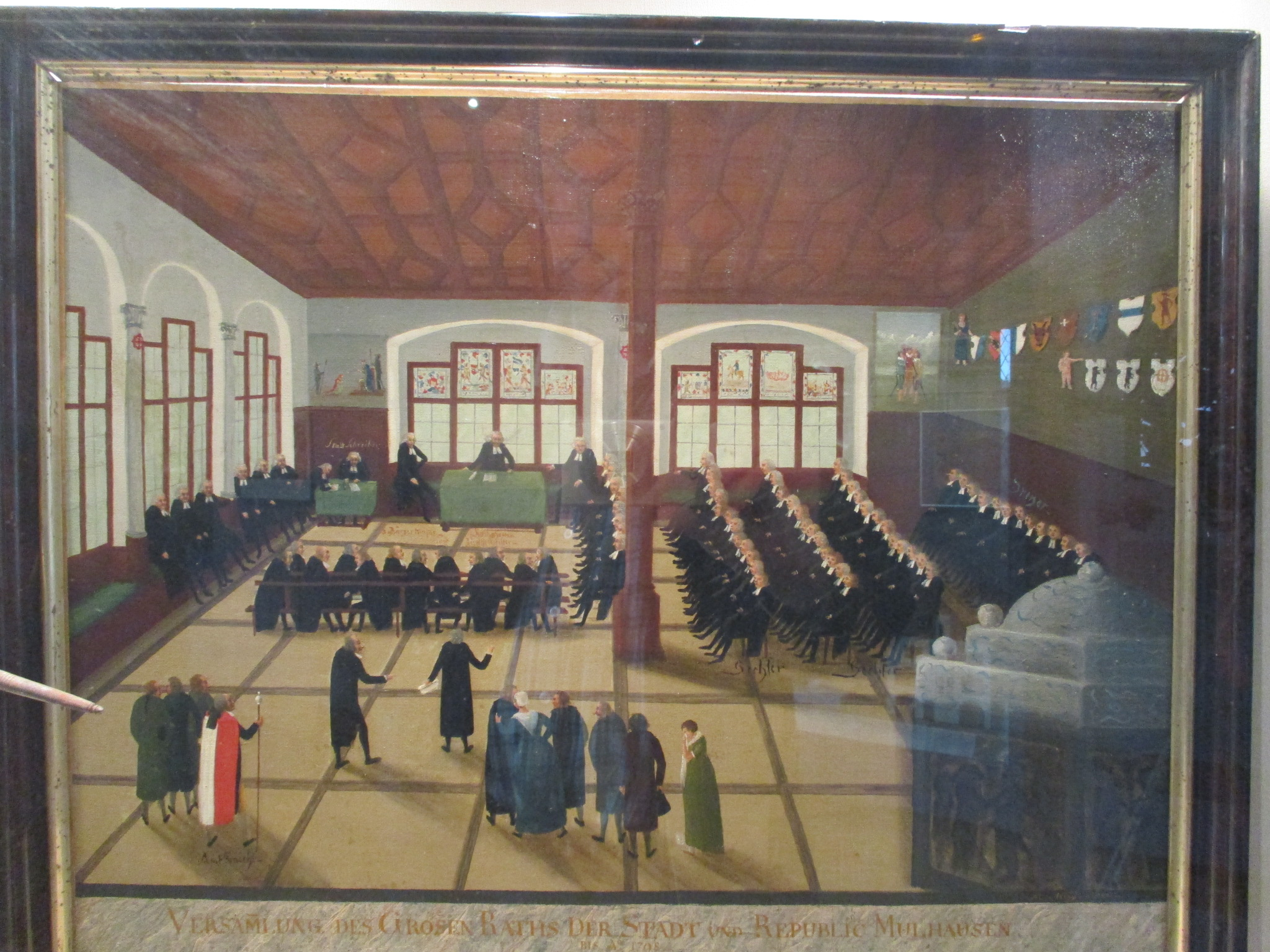
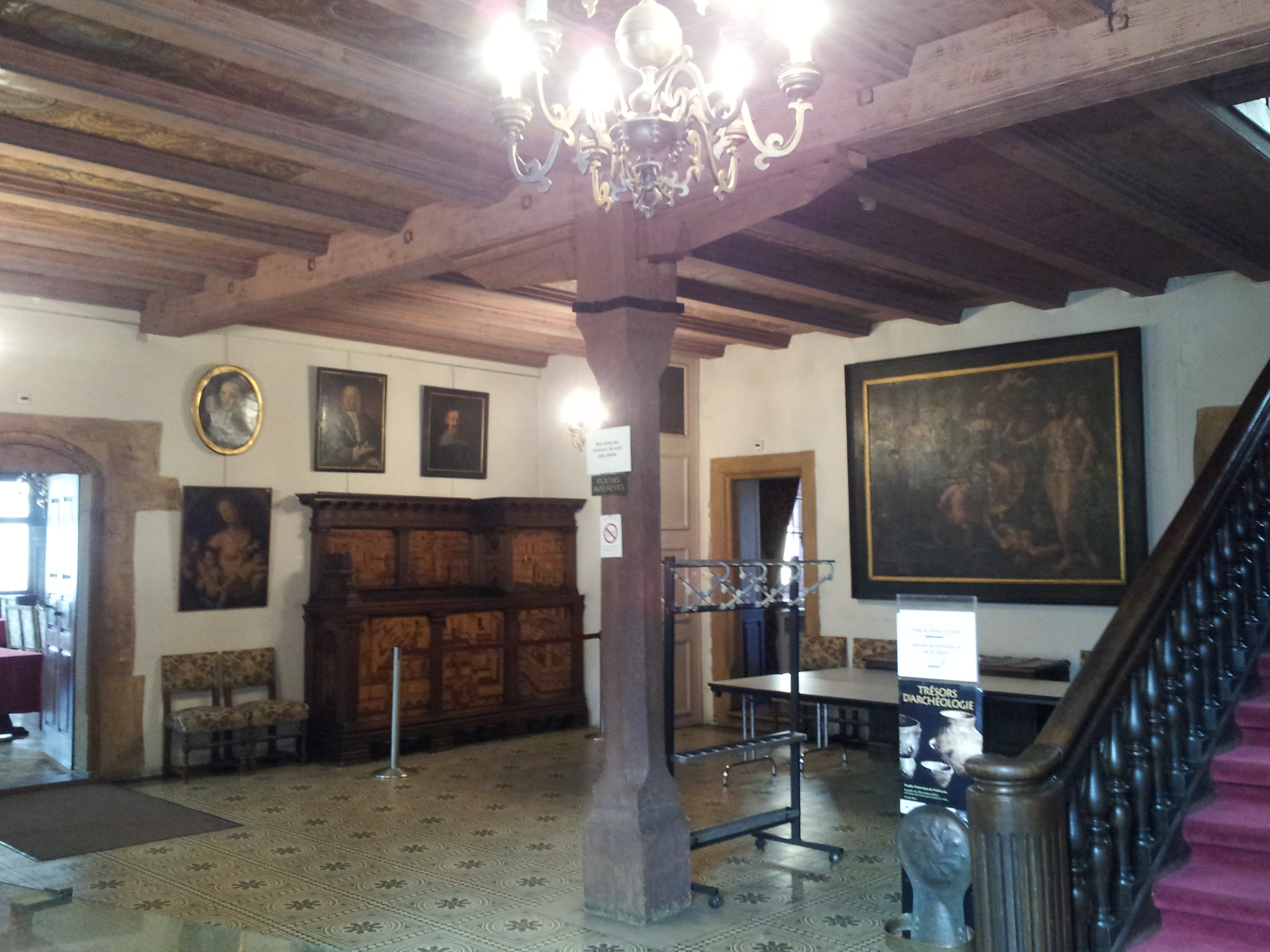
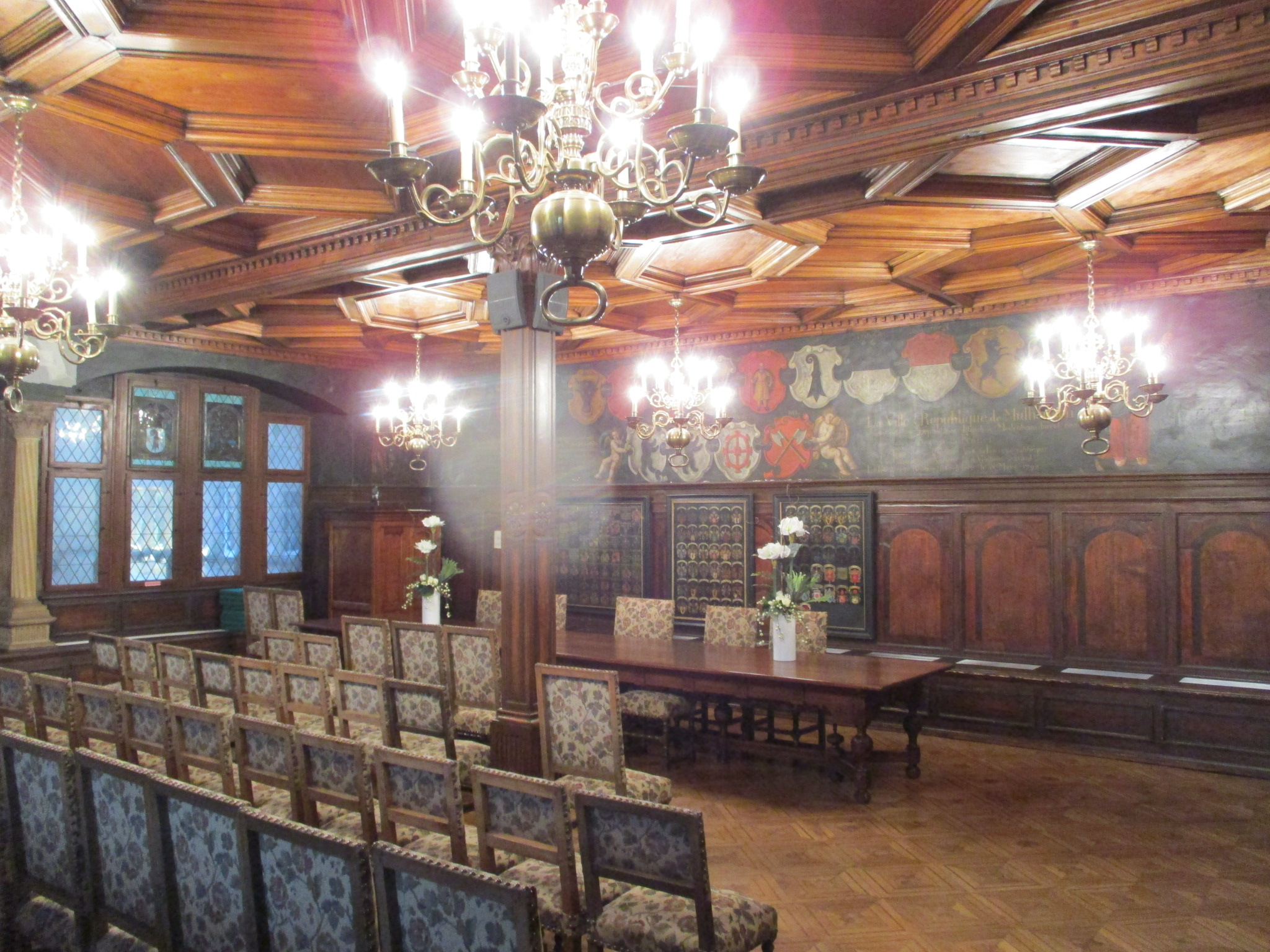
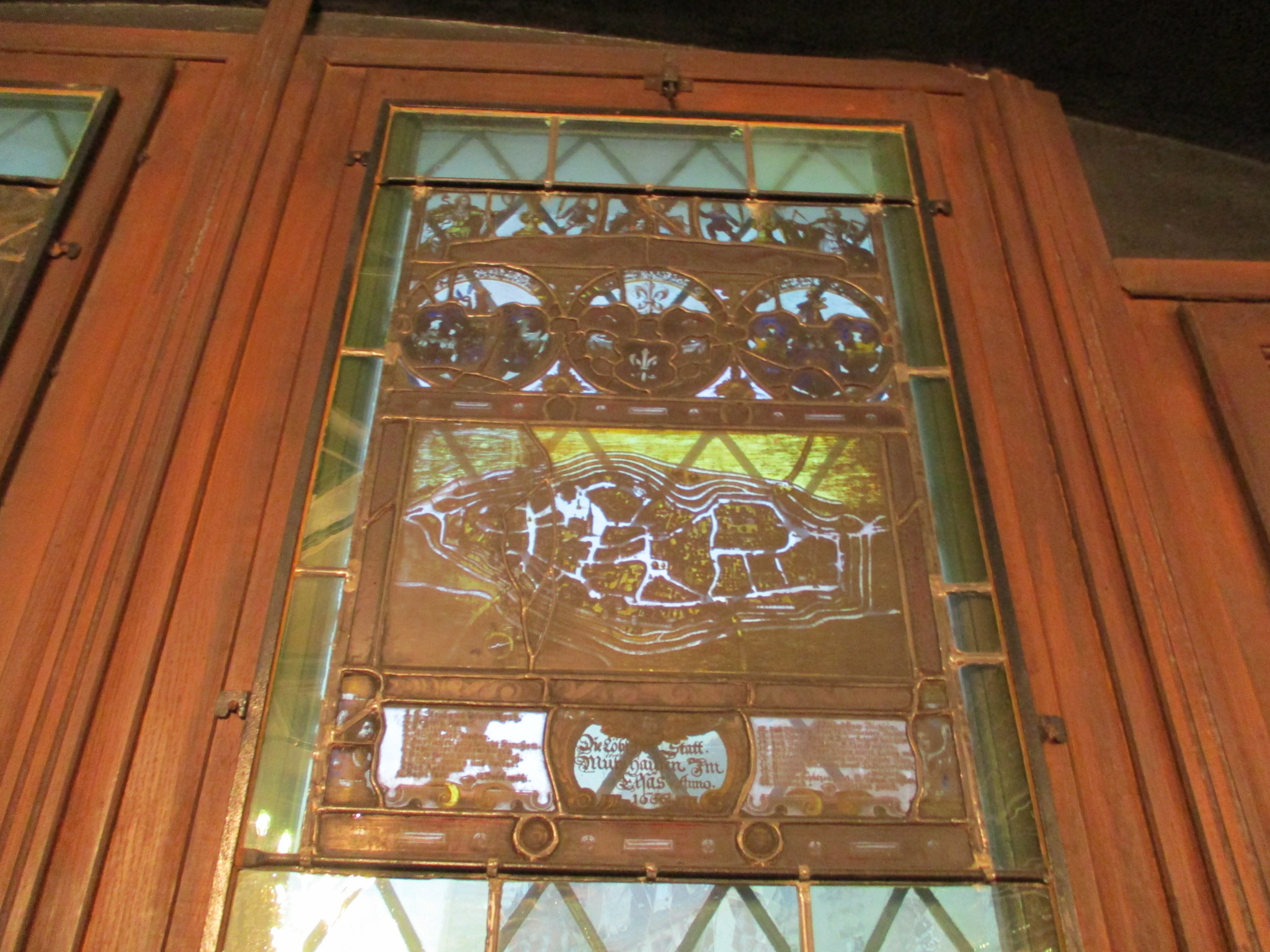

## Collections permanentes
Le musée historique retrace entre autres l'histoire de l'ancienne République de Mulhouse, et dispose de collections composées notamment d'objets, meubles, costumes, outils, jouets, plans, documents, portraits, avec en particulier le célèbre Klapperstein, la statue du Sauvage ou les marottes. Tous ces objets évoquent la vie de Mulhouse et de sa région, et témoignent de l’activité et de l’organisation sociale de ses habitants, du XVIe au XIXe siècle.

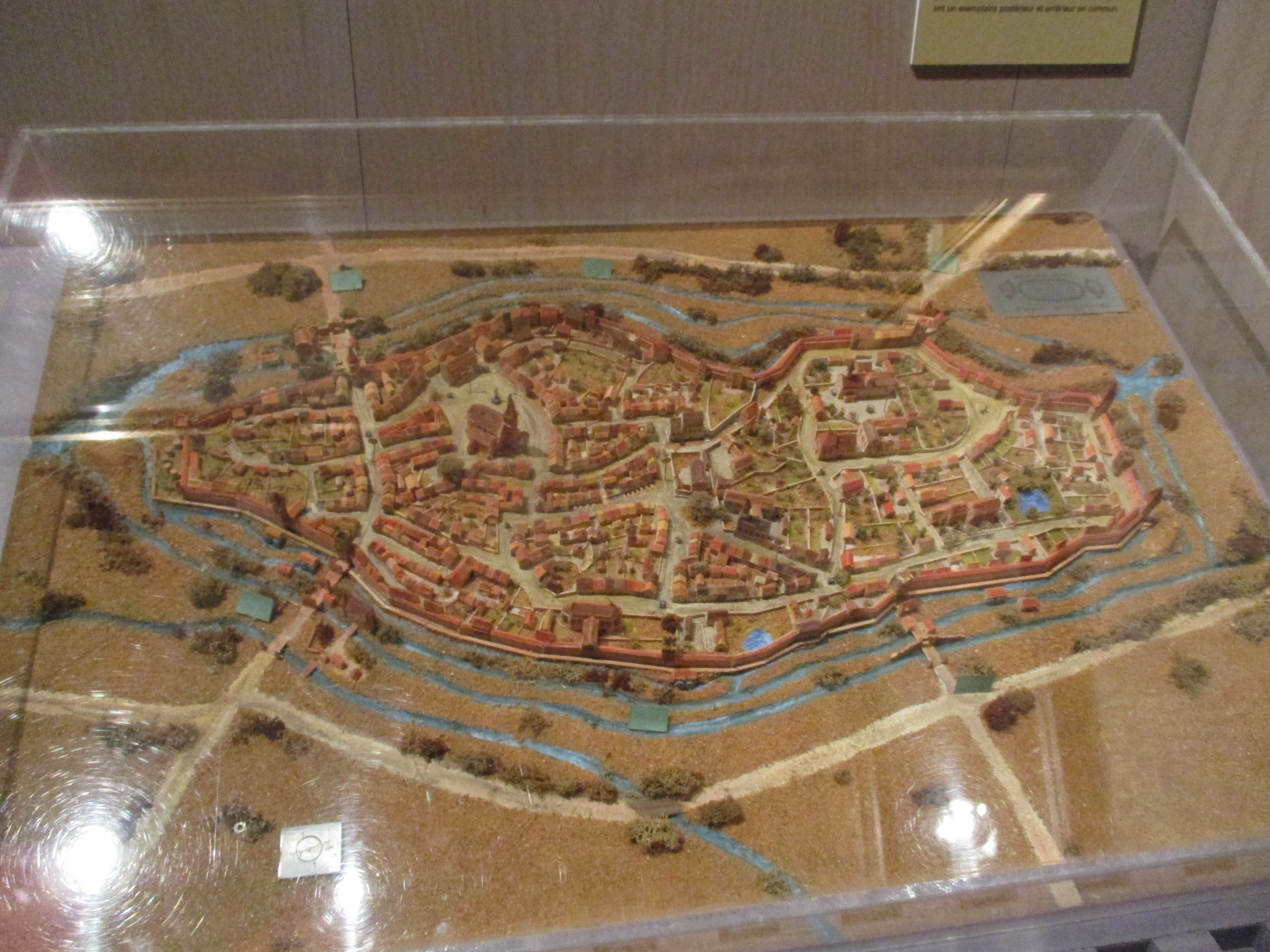
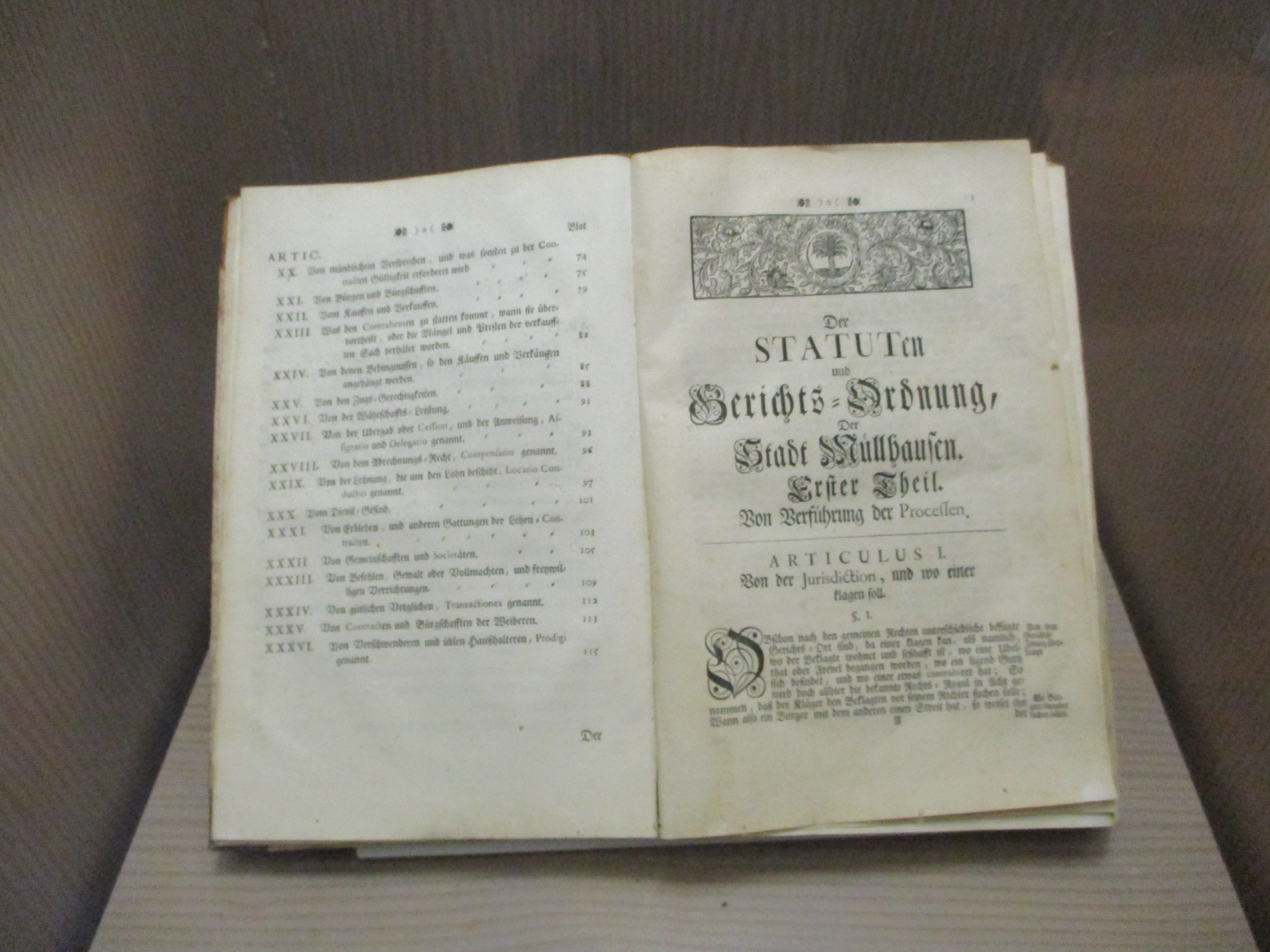
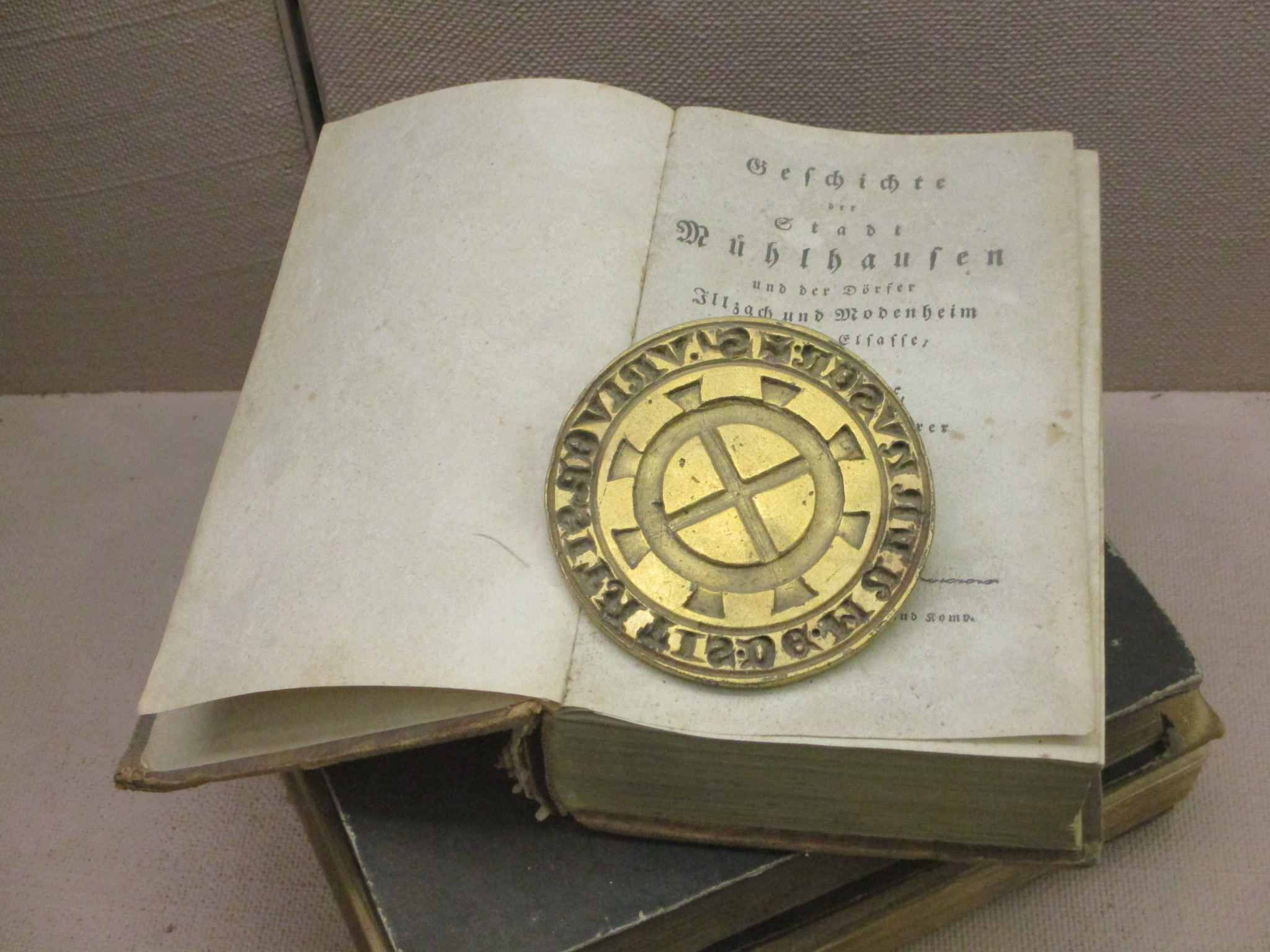
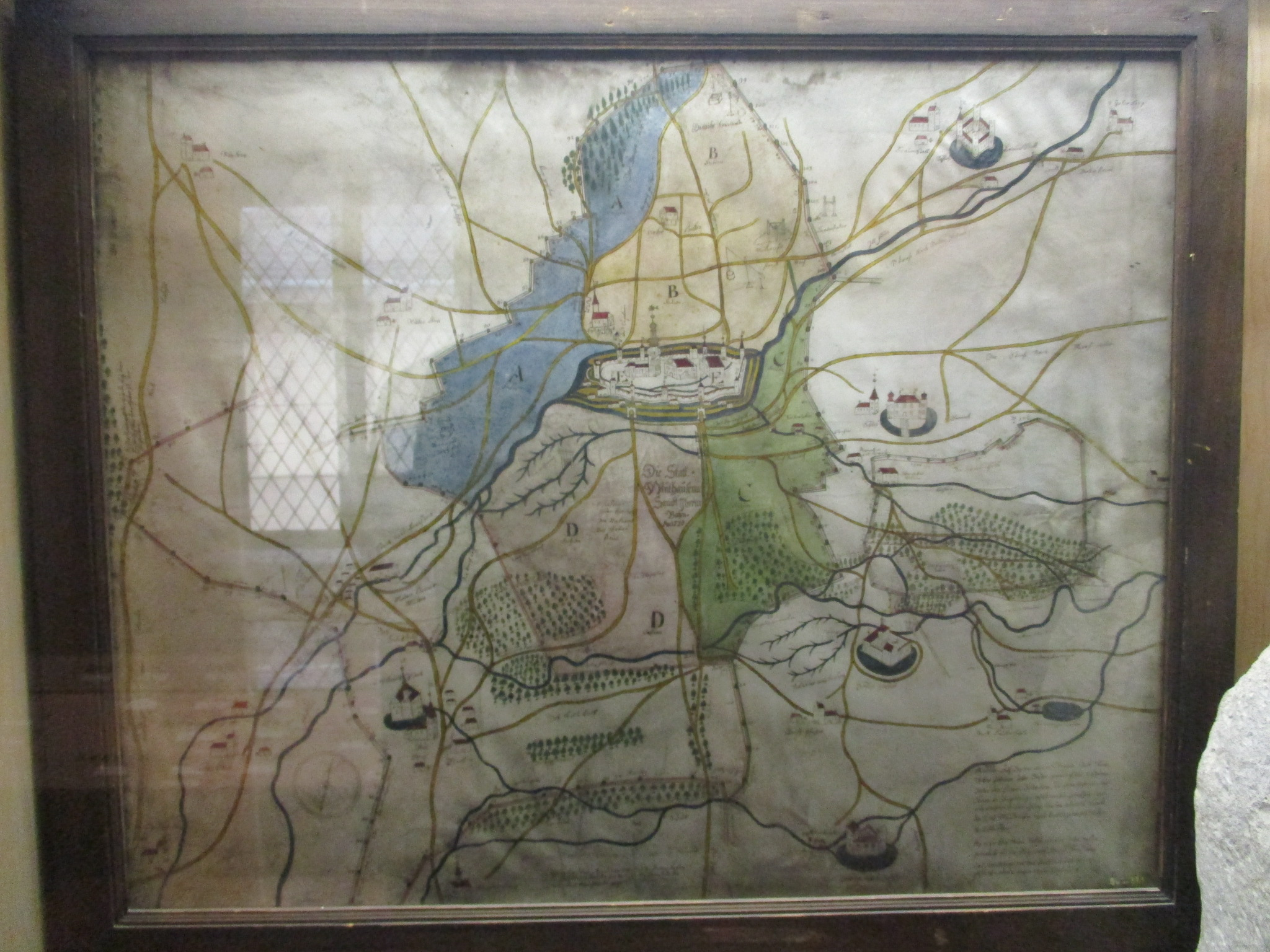

L’art populaire est également représenté, avec par exemple la reconstitution d'une winstub (chambre traditionnelle) et d'une cuisine du Sundgau.

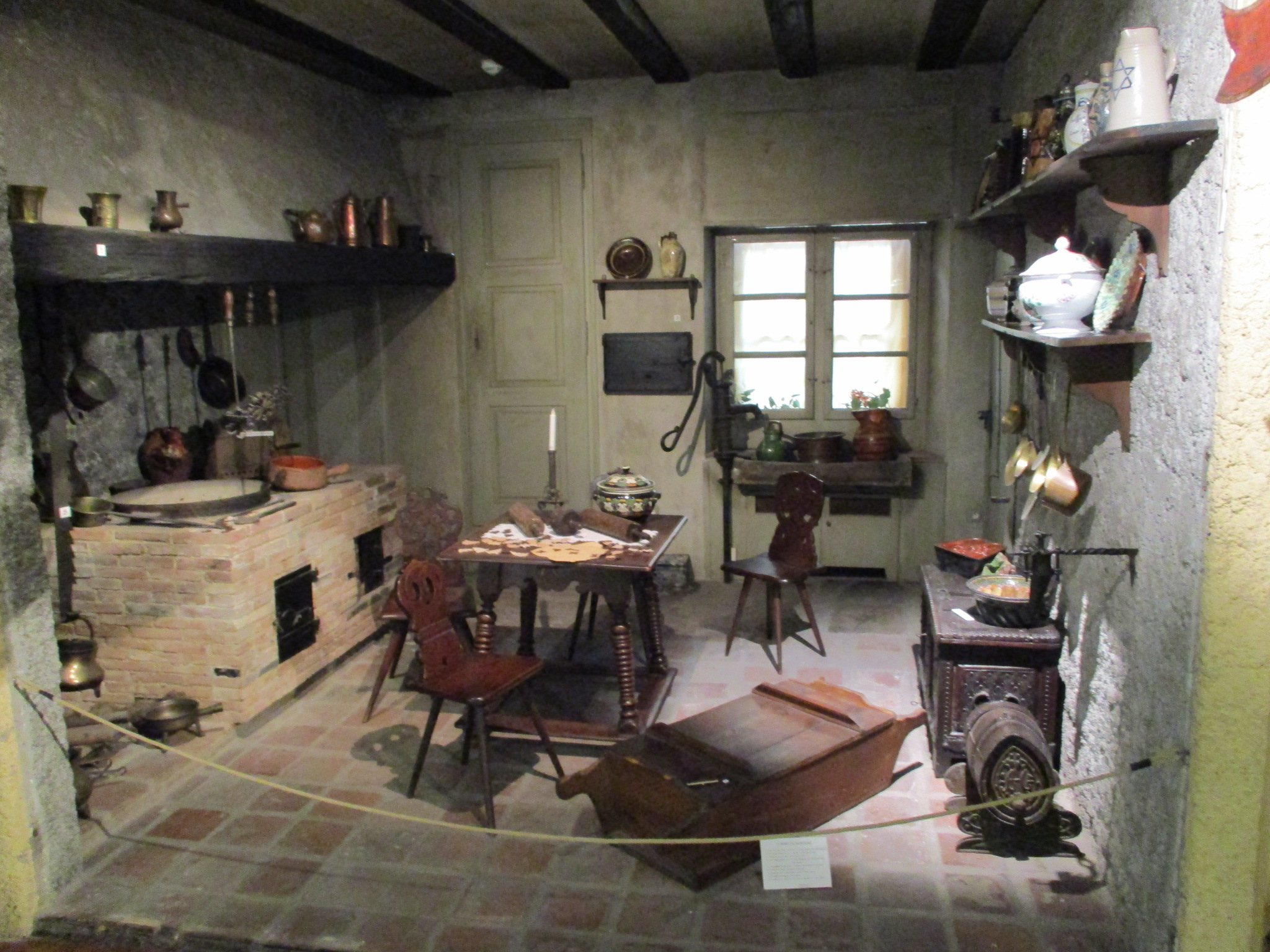
Ancienne cuisine du Sundgau
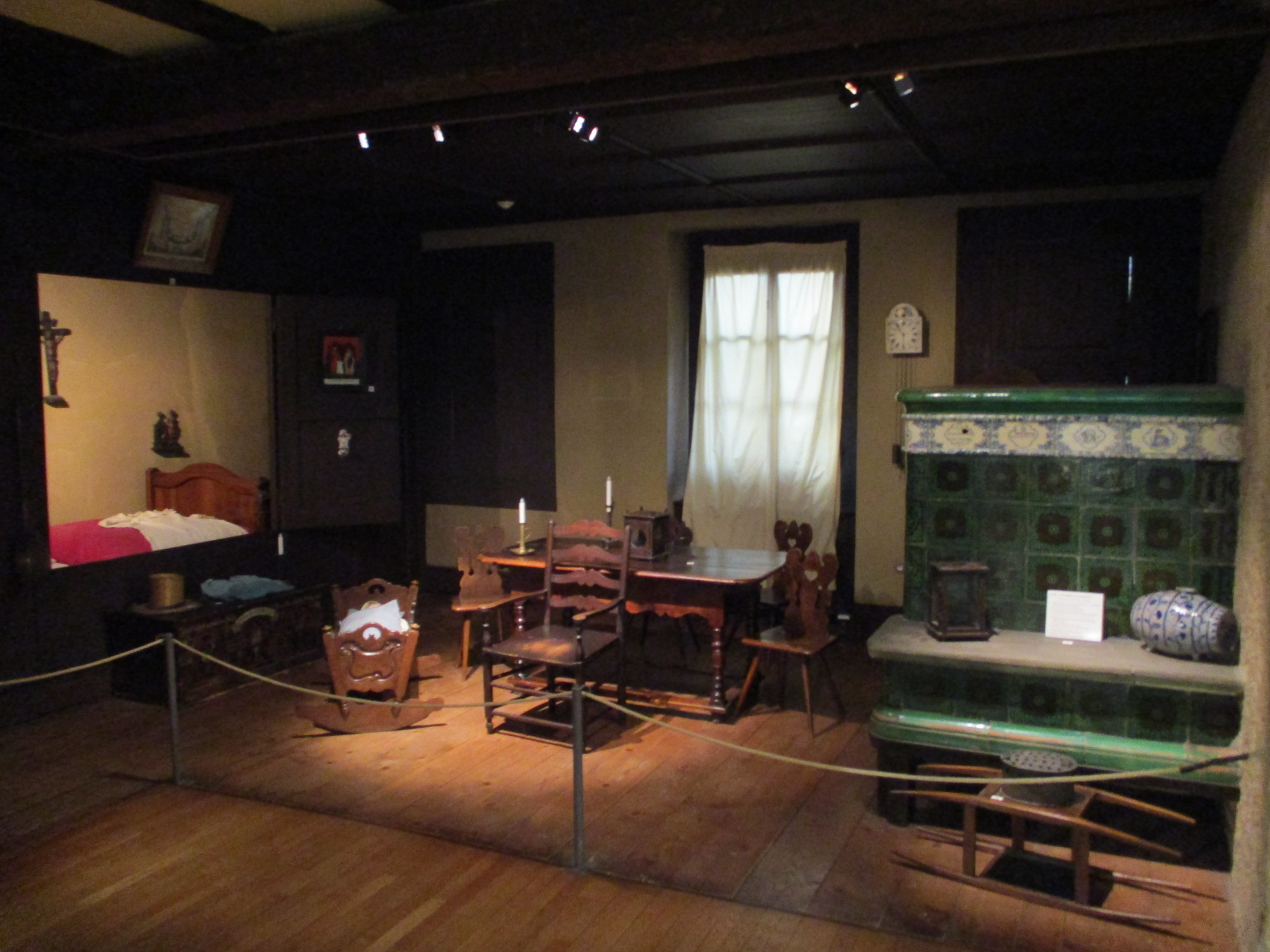
Ancienne chambre, et Kachelofe
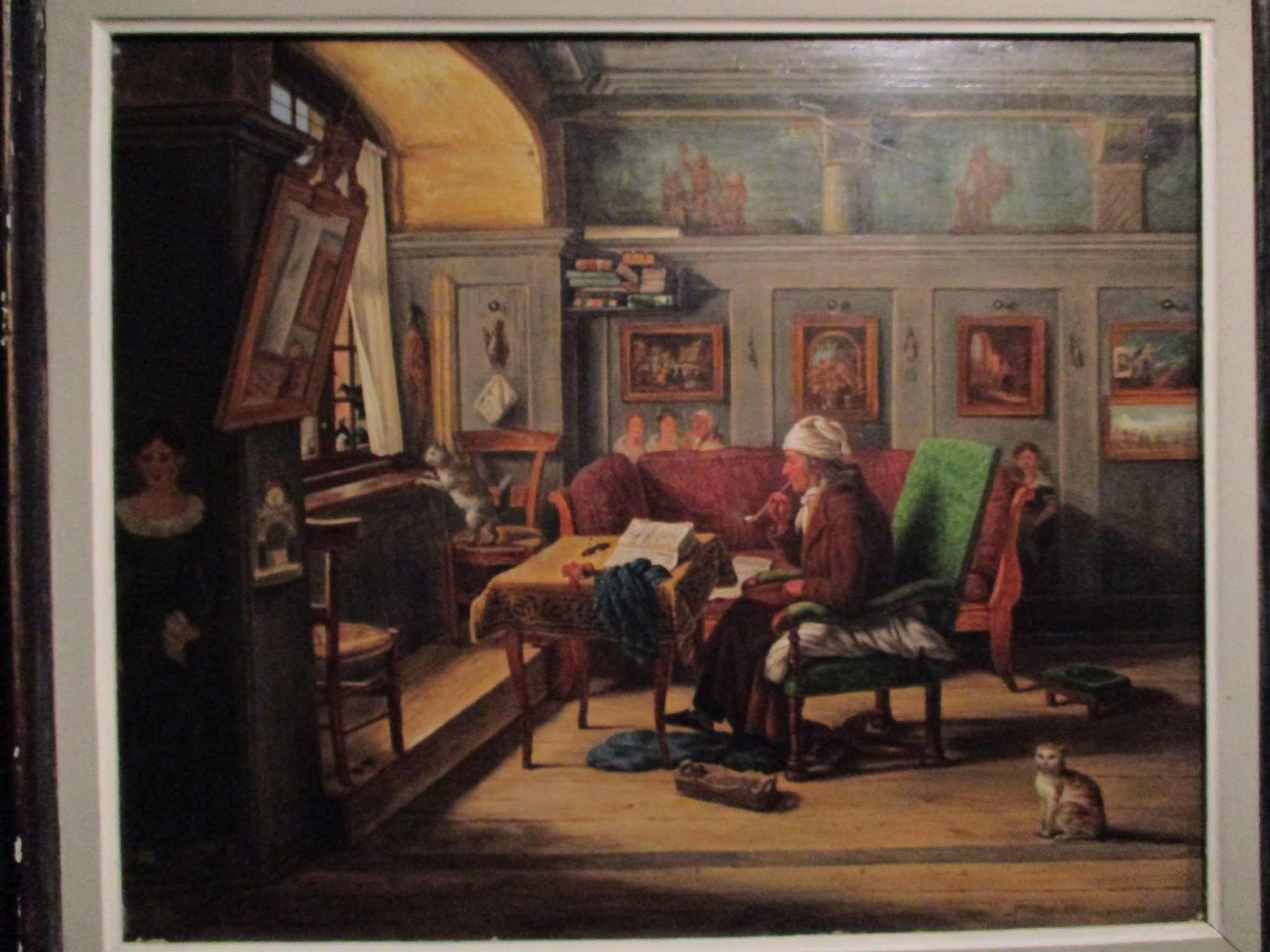
Mathieu Mieg (1756-1840), historien et industriel de Mulhouse
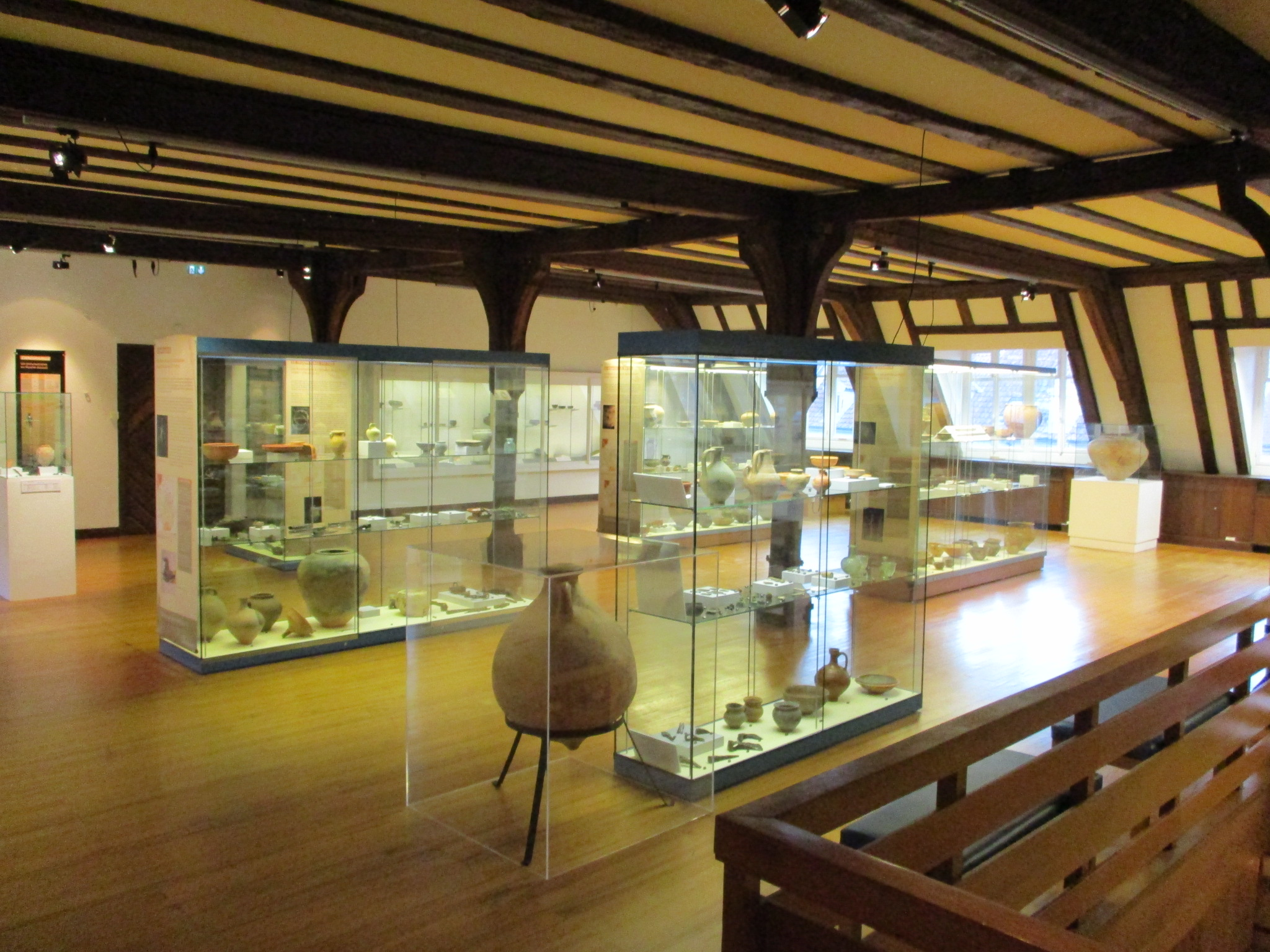
Salle d'archéologie du Grenier d’Abondance, sous les combles

Le musée est en accès libre et son parcours thématique met en perspective l'histoire de Mulhouse, tout en faisant découvrir l'art de vivre des Alsaciens d'autrefois.

Quelques objets de la collection
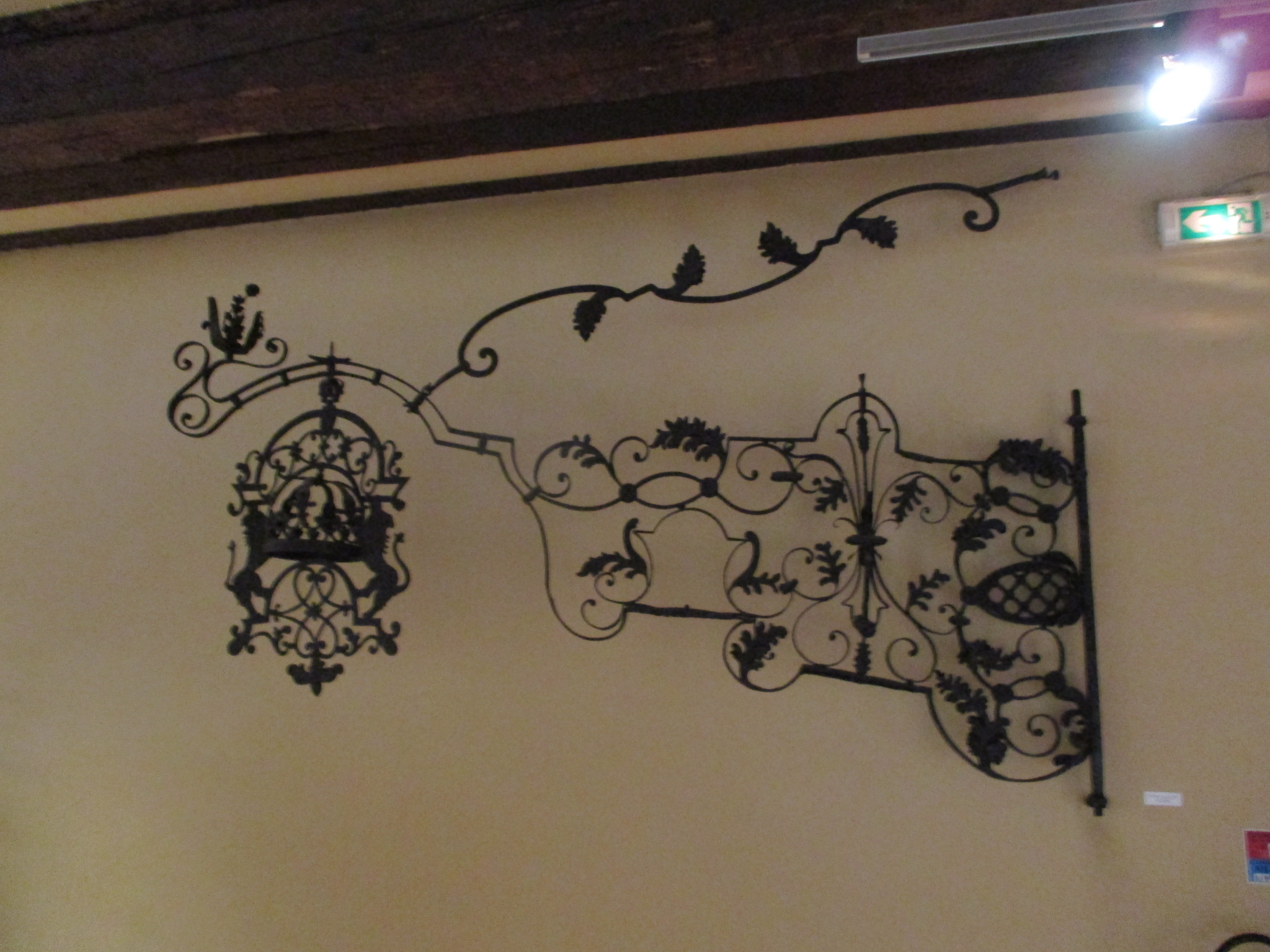
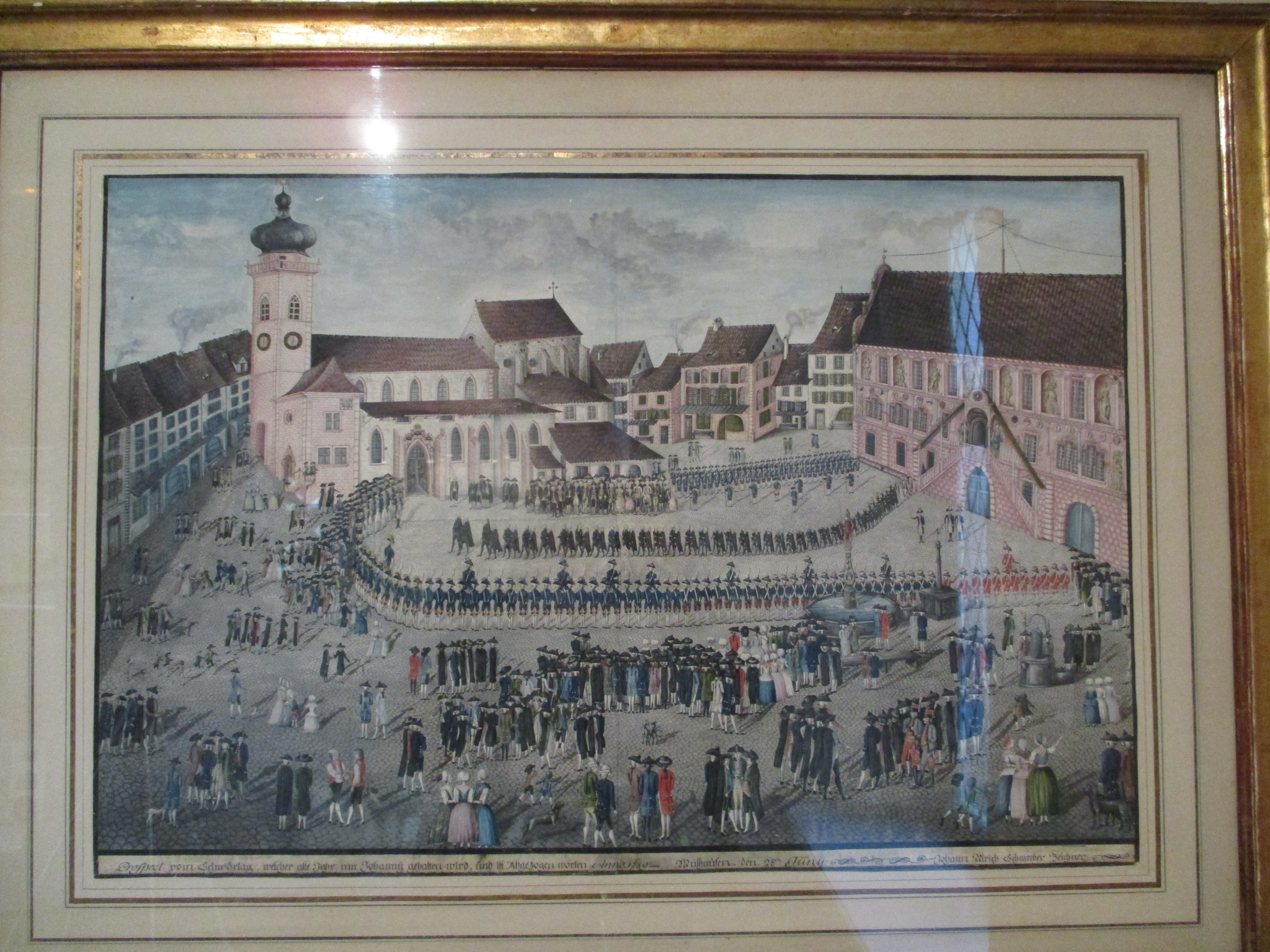
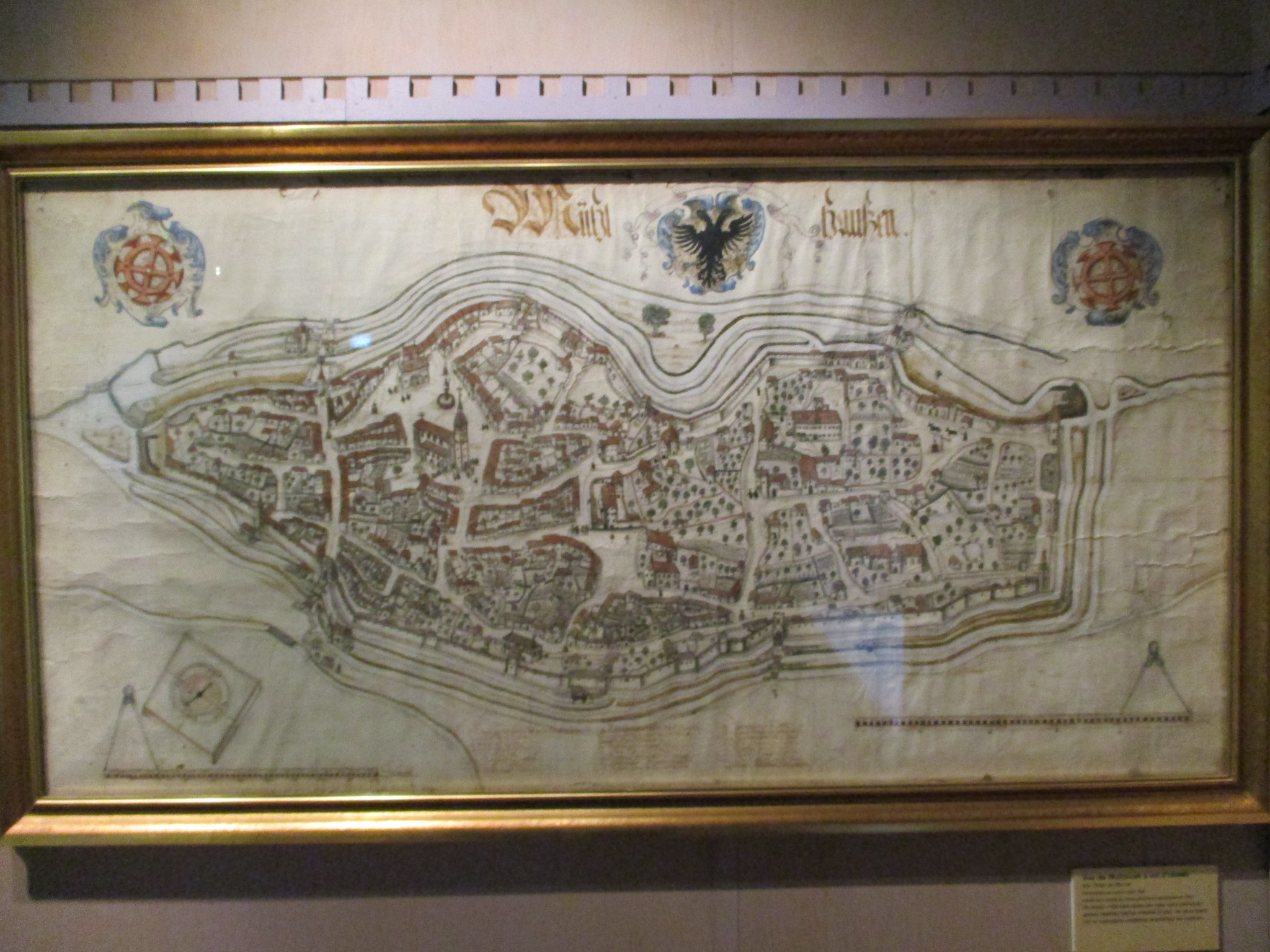
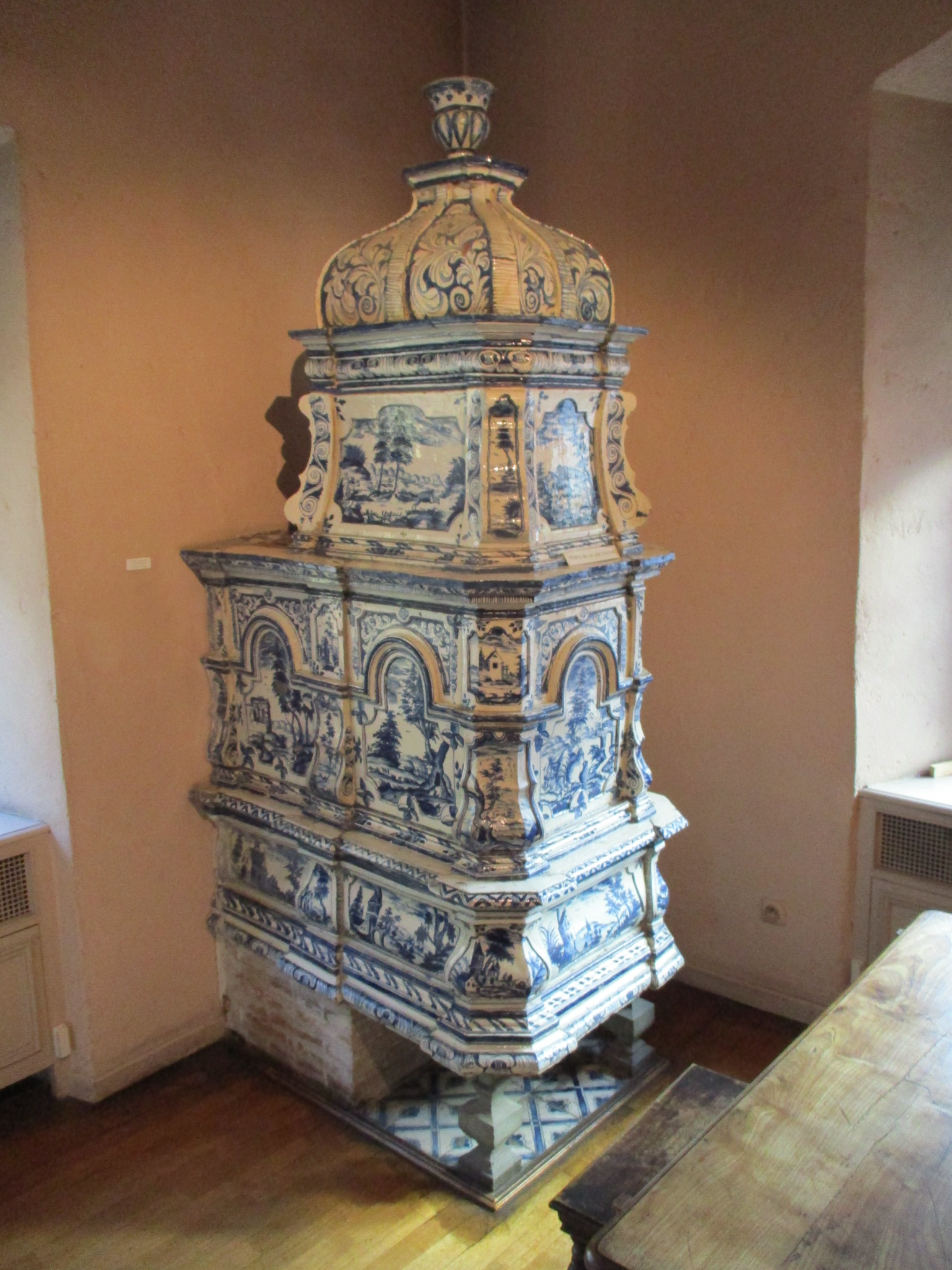
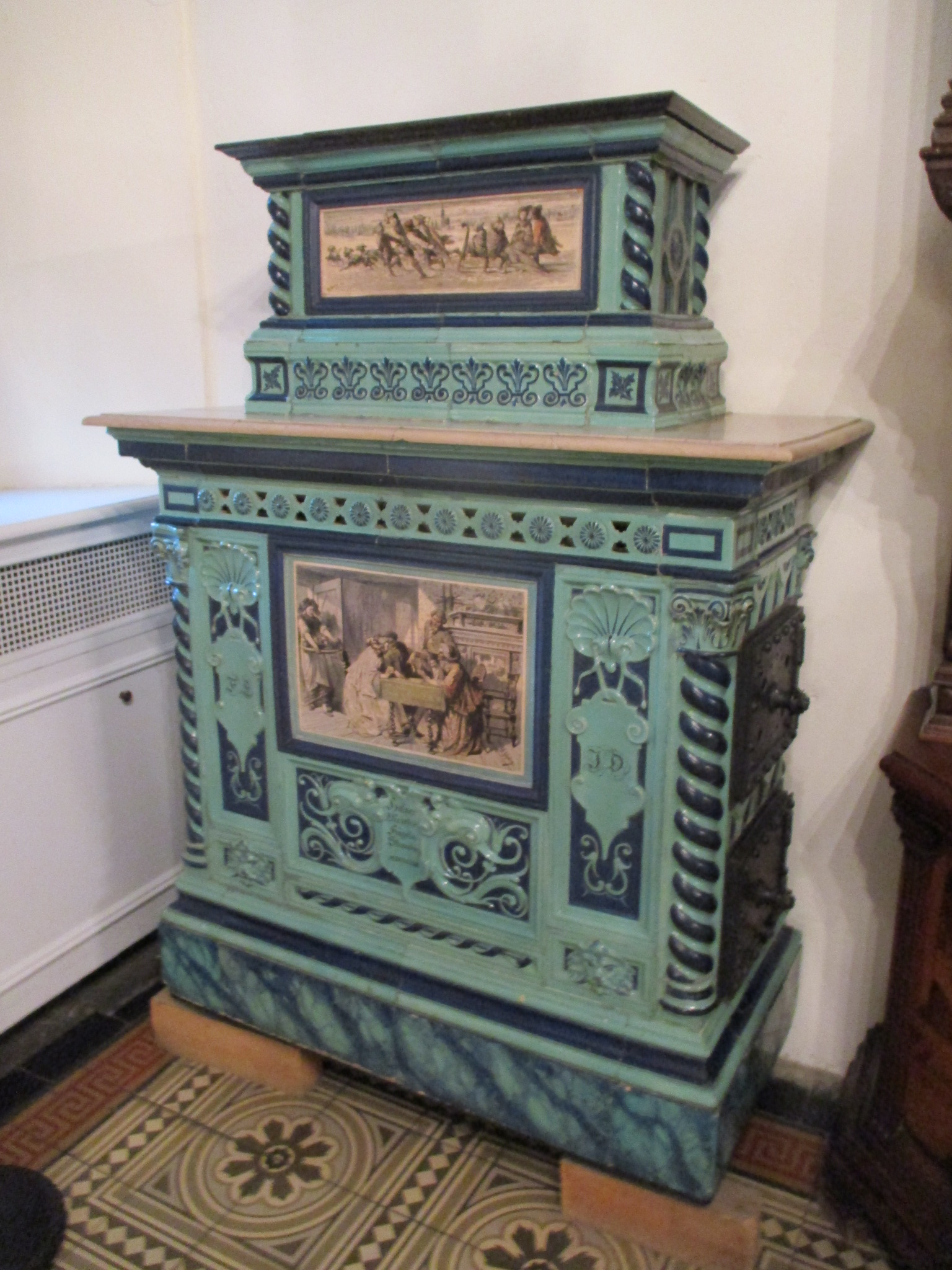
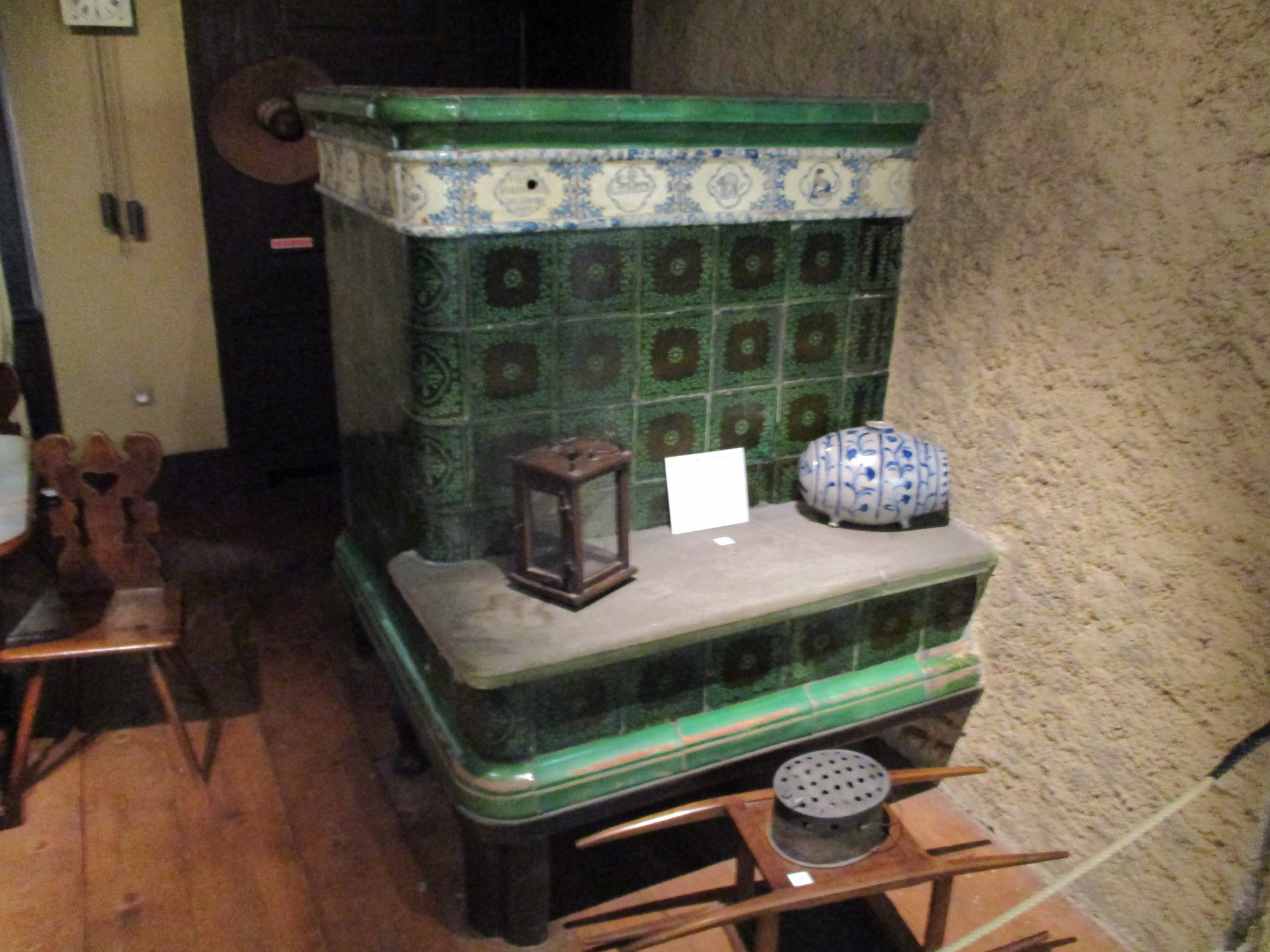
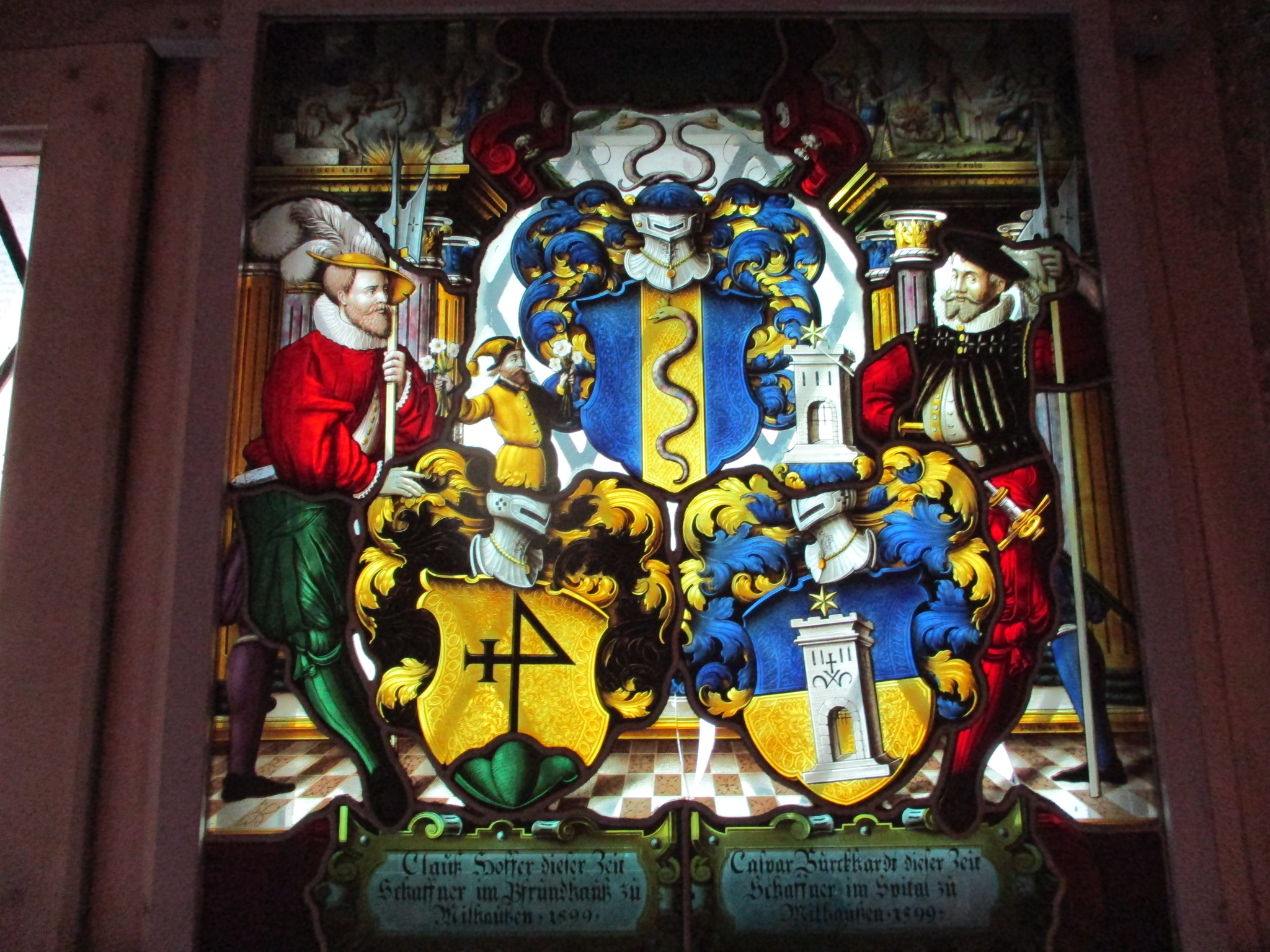
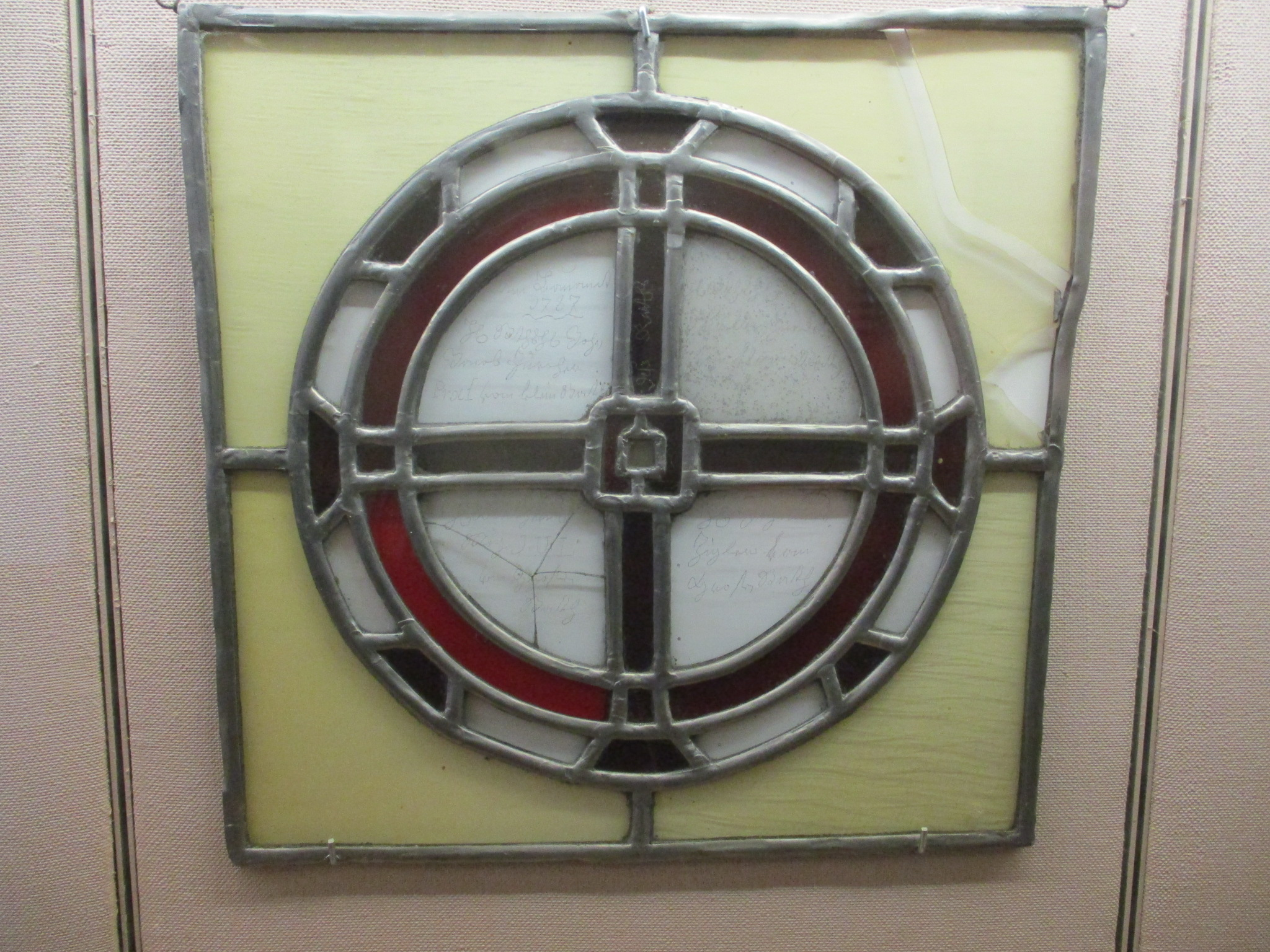
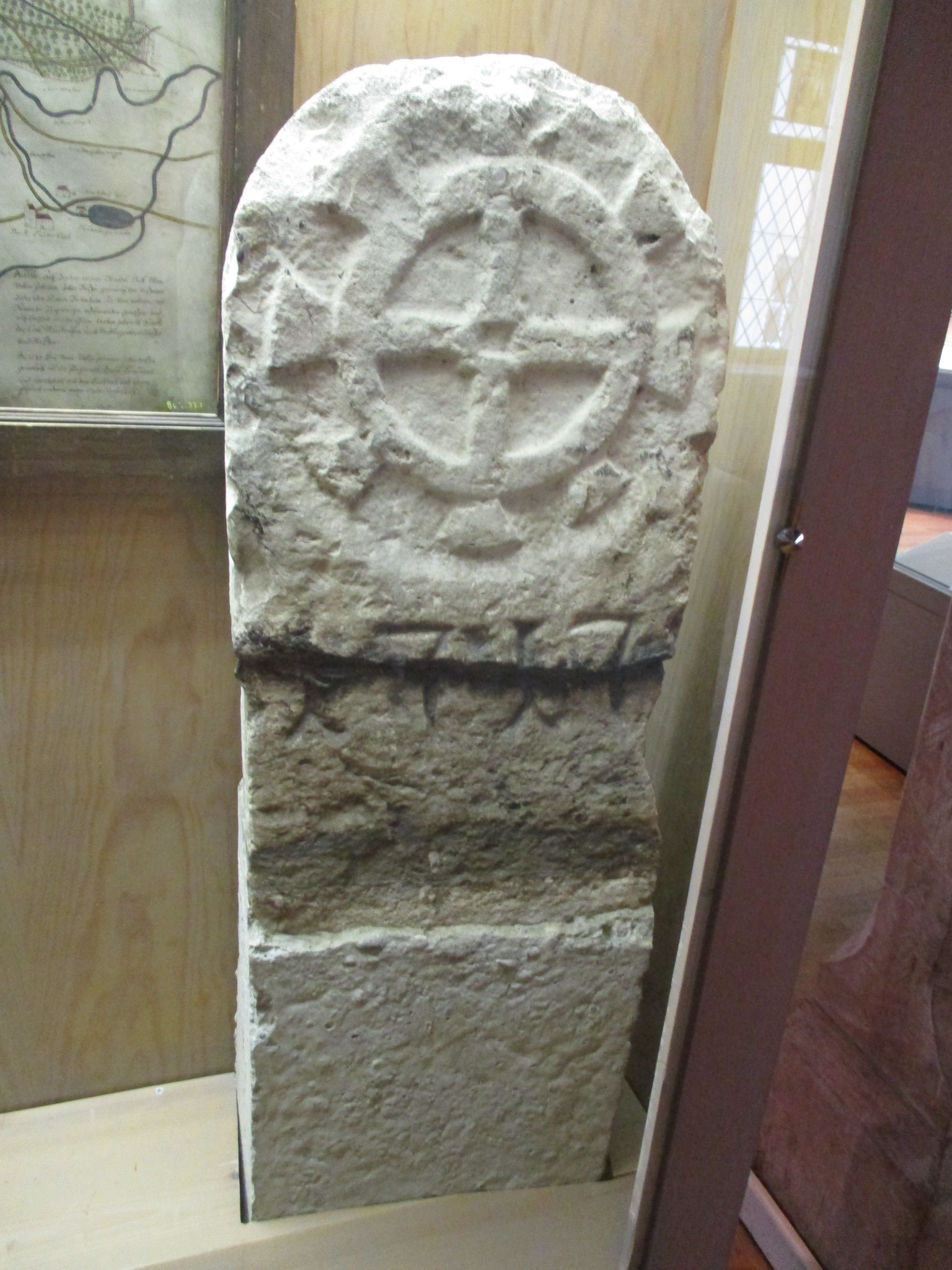
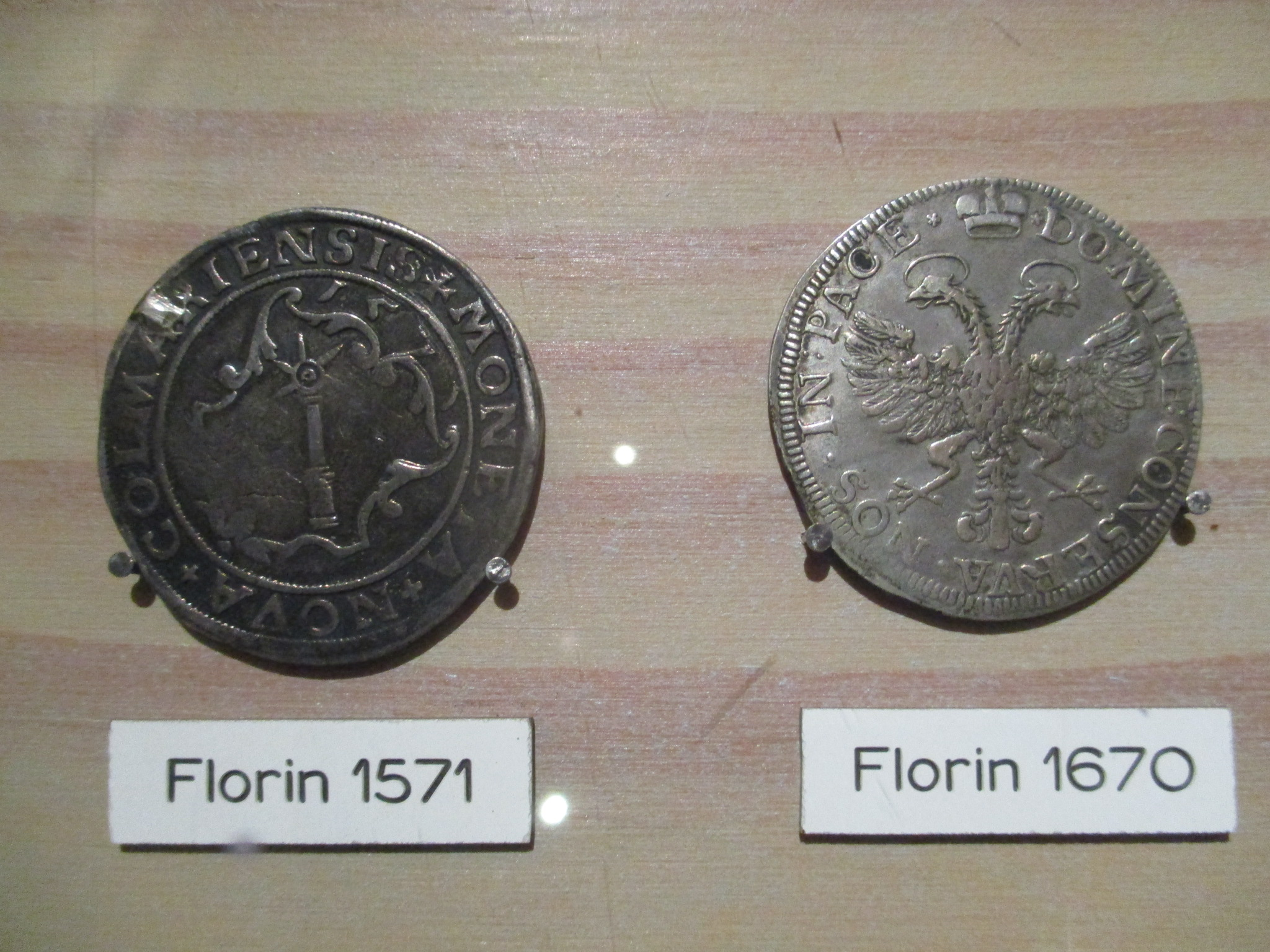
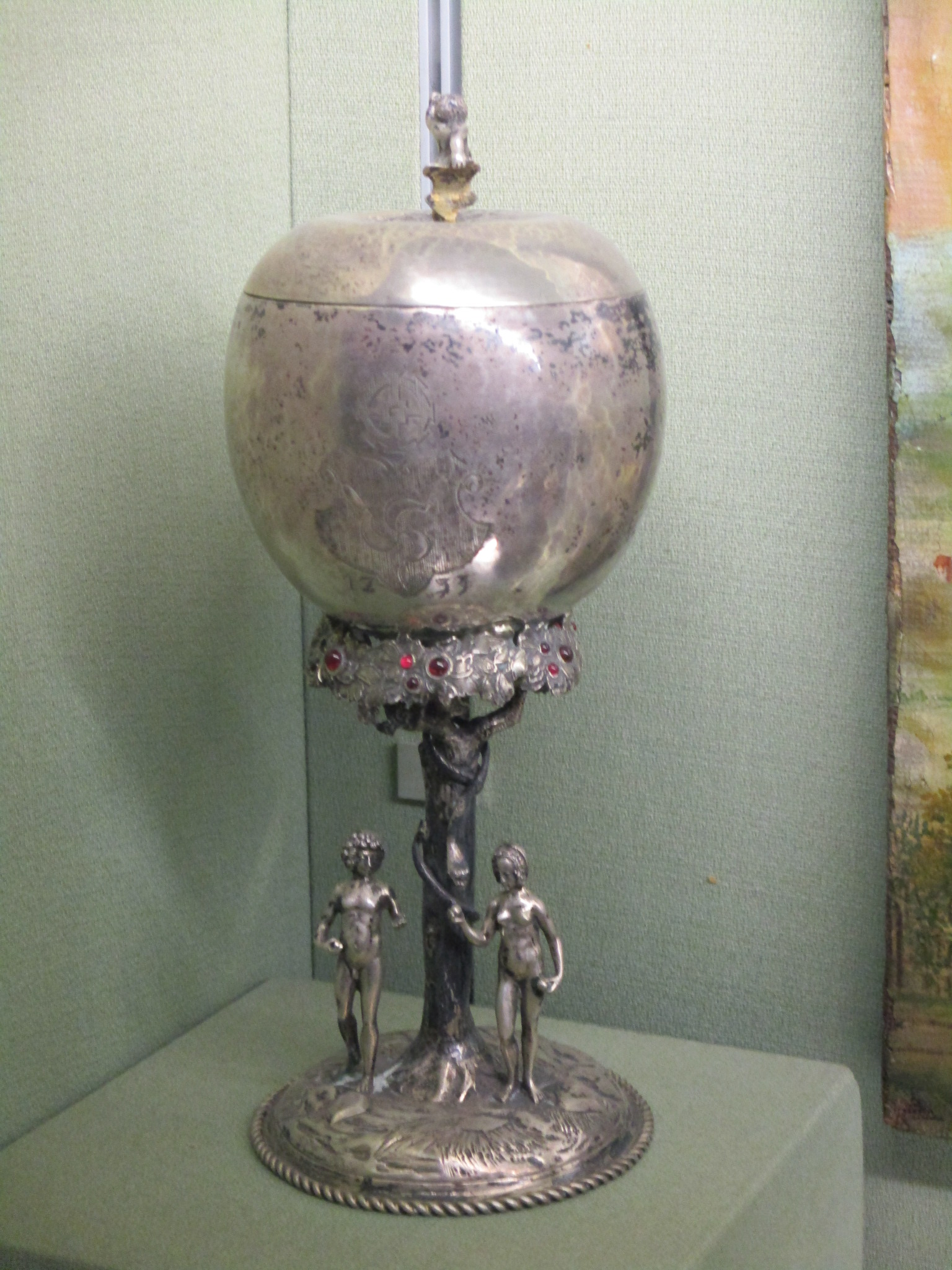
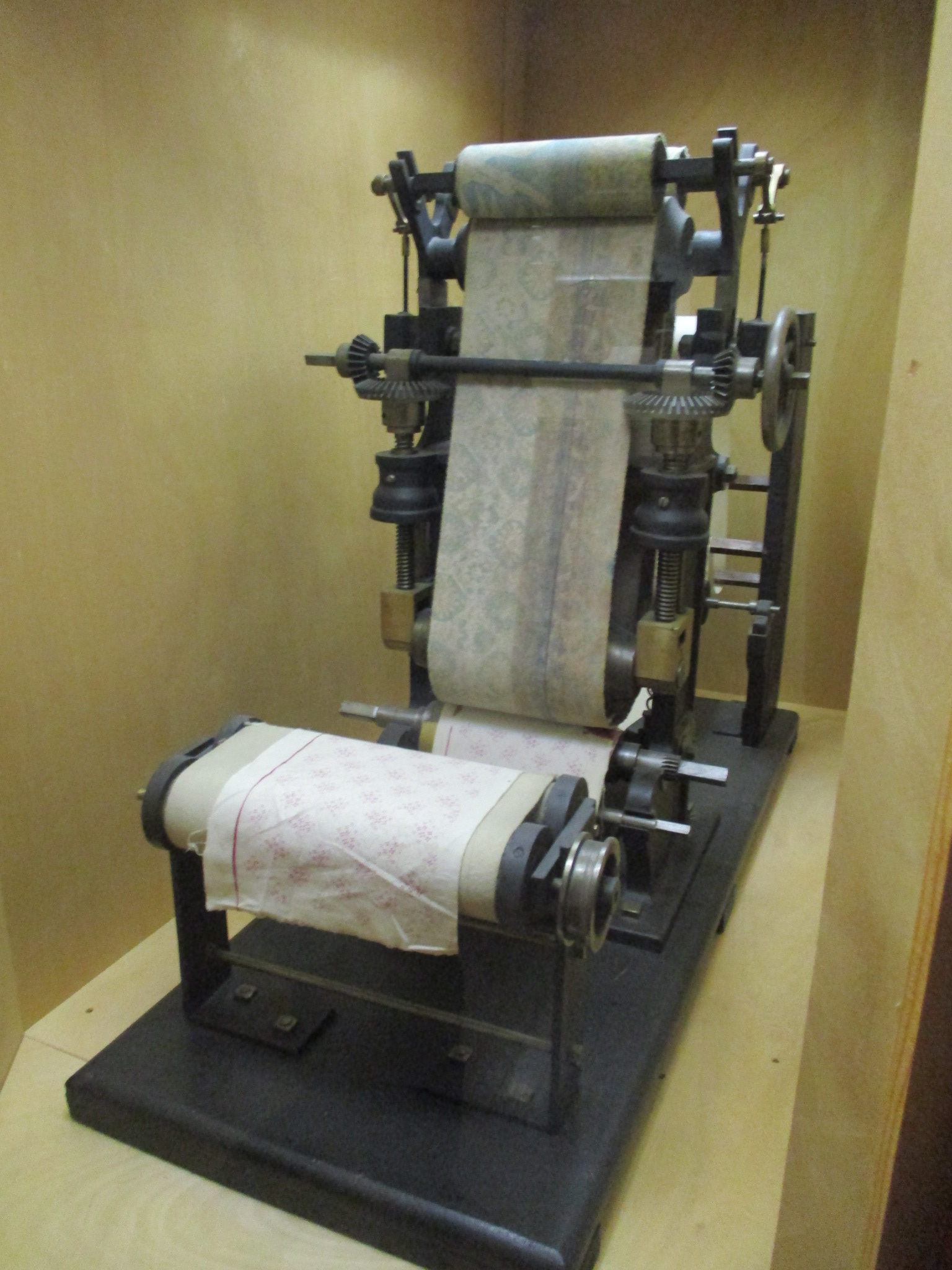
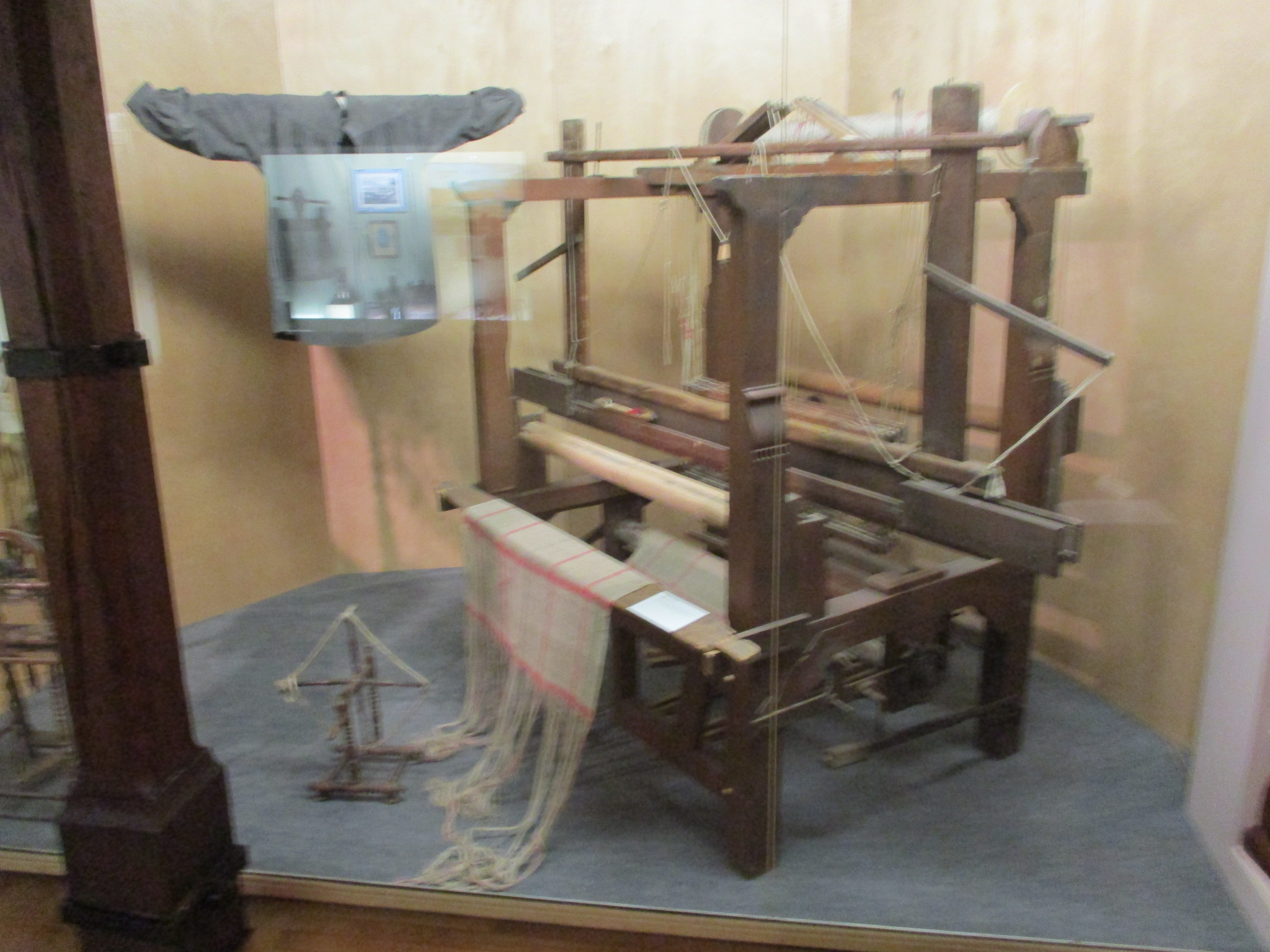
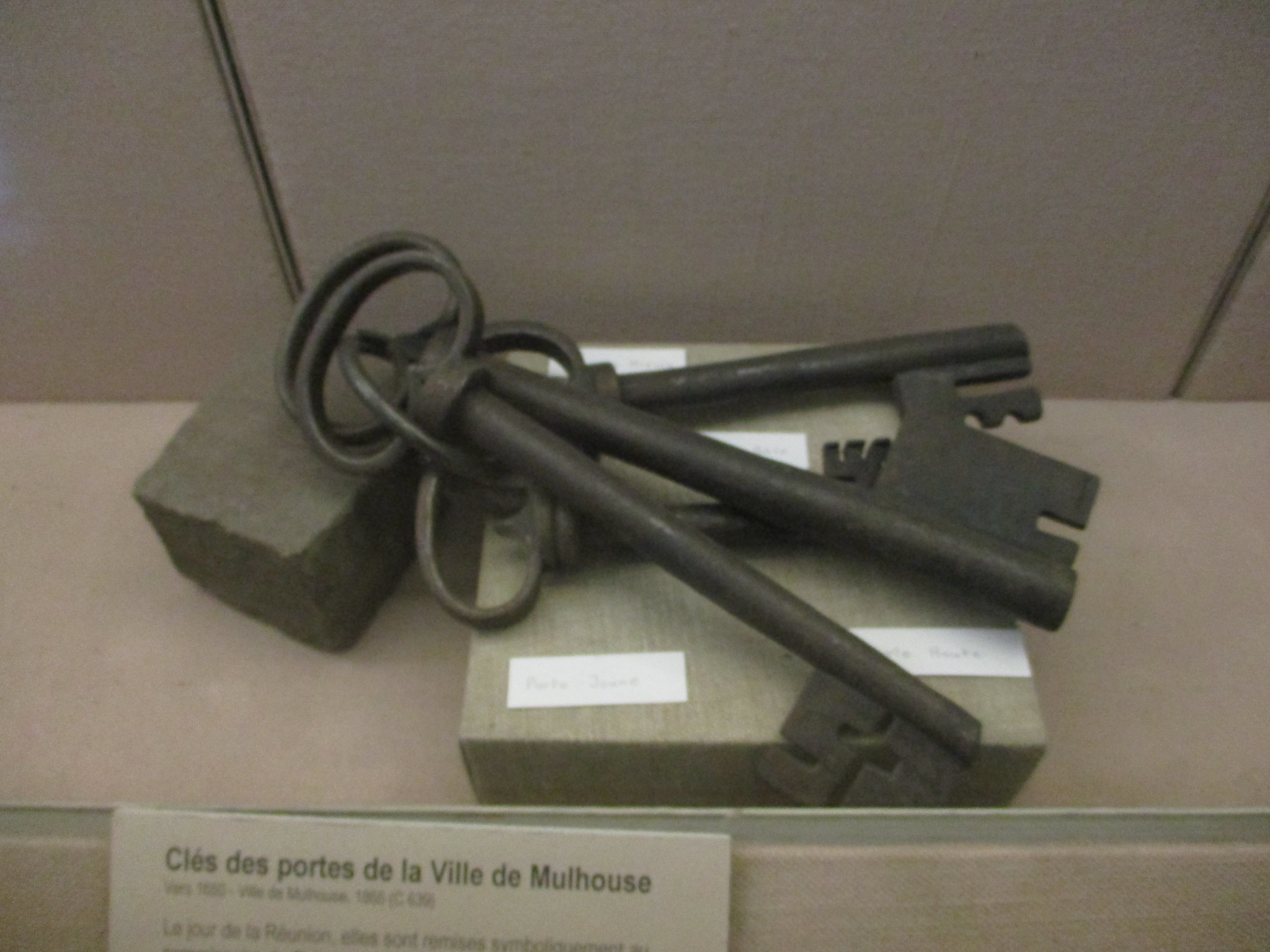

## Expositions temporaires
À côté des espaces dédiés aux collections permanentes, le musée dispose de lieux pour les expositions temporaires, les conférences et les activités pédagogiques : la salle de la Décapole au rez-de-chaussée du musée, qui est un lieu d’animation et d’expositions temporaires consacrées au patrimoine de la ville de Mulhouse, et le Grenier d’Abondance situé sous les combles.

## Informations utiles
Le musée historique est ouvert tous les jours sauf les mardis et jours fériés de 13h à 18h30. Son entrée est libre et gratuite, et s'effectue par la porte du rez-de-chaussée de l'ancien Hôtel de ville de Mulhouse.